# Buch am Buchrain
Pour les articles homonymes, voir Buch et Buchrain.
Buch am Buchrain est une commune de Bavière (Allemagne), située dans l'arrondissement d'Erding, dans le district de Haute-Bavière.